# Jacqueline McKenzie
Jacqueline Susan McKenzie (Sídney, Nueva Gales del Sur; 24 de octubre de 1967) es una actriz australiana de cine, televisión y teatro.

## Biografía
Nacida en Sídney, Nueva Gales del Sur, Australia, McKenzie salió con el actor Daniel Pollock (quien trabajó con ella en Romper Stomper) antes de que él se suicidara en 1992.
En 1996, un retrato de McKenzie hecho por Garry Shead fue finalista para el Archibald Prize. El premio se concede al "mejor retrato de, preferentemente, algún hombre o mujer distinguido/a en Arte, Literatura, Ciencias o Política".

## Carrera
McKenzie hizo su debut en el cine en la película de 1987, Wordplay, y en el teatro en la obra Child Dancing con la Griffin Theatre Company. Dio muy buena impresión en Romper Stomper (1992) y en los siguientes años es considerada como una de las jóvenes actrices australianas más prometedoras. Recibió nominaciones del Australian Film Institute por sus papeles en Stark, This Won't Hurt a Bit (ambas de 1993), The Battlers y Traps (ambas de 1994) antes de ganar dos premios en 1995 como "Mejor actriz en un drama televisivo" por Halifax f.p: Lies of the Mind y "Mejor actriz principal" por Angel Baby.
Tras este éxito se aventuró a los Estados Unidos y consiguió la Green Card gracias a ser una "Persona de Extraordinaria Habilidad". Posteriormente obtuvo papeles en películas como Deep Blue Sea (1999) y Divine Secrets of the Ya-Ya Sisterhood (2002).
En 2004, empezó a interpretar a Diana Skouris, el papel femenino protagonista de la serie de televisión de ciencia ficción, Los 4400, uno de los éxitos del año. La serie duró cuatro temporadas, finalizando en 2007. 
También ha interpretado un papel principal en un episodio de Two Twisted (2006), en la televisión australiana. McKenzie apareció en la televisión una vez más en 2006 interpretando a Linda Landry en Umney's Last Case, el tercer episodio de Nightmares and Dreamscapes en la TNT.
Ha grabado una colección de canciones: "Shy Baby", "Boo Boo", "Find Me", "Summer", "Under The Elm" y "Ever". "Shy Baby" se usó en el final de la segunda temporada de Los 4400 y se incluyó en la banda sonora de la serie, lanzada en abril de 2007.
En agosto de 2014 se anunció que se había unido al elenco de la miniserie Hiding donde interpretó a Ferdine Lamay en 2015.
El 15 de mayo de 2017 se anunció que se había unido al elenco principal de la próxima serie de la SBS, Safe Harbour.

## Filmografía

### Cine
| Año  | Título                                 | Papel                  | Notas |
| ---- | -------------------------------------- | ---------------------- | ----- |
| 1987 | Wordplay                               | Pandora Imogene Lesley |       |
| 1987 | The Riddle of the Stinson              | Usherette              |       |
| 1988 | All the Way                            | Penelope Seymour       |       |
| 1992 | Romper Stomper                         | Gabrielle              |       |
| 1993 | This Won't Hurt a Bit                  | Vanessa Prescott       |       |
| 1993 | Stark (miniserie)                      | Rachel                 |       |
| 1994 | Halifax FP (episodio Lies of the Mind) | Sharon Sinclair        |       |
| 1994 | Talk                                   | The Girl               |       |
| 1994 | Traps                                  | Viola                  |       |
| 1994 | The Battlers                           | Dancy Grimshaus        |       |
| 1995 | Roses Are Red                          | Joy                    |       |
| 1995 | Angel Baby                             | Kate                   |       |
| 1996 | Mr. Reliable                           | Beryl Muddle           |       |
| 1997 | The Devil Game                         | Frankie Smith          |       |
| 1997 | A Cut in the Rates                     |                        |       |
| 1997 | Kangaroo Palace                        | Catherine Macaleese    |       |
| 1997 | Under the Lighthouse Dancing           | Emma                   |       |
| 1998 | Freak Weather                          | Penny                  |       |
| 1998 | Love from Ground Zero                  | Samantha               |       |
| 1999 | Deep Blue Sea                          | Janice Higgins         |       |
| 2000 | Kiss Kiss (Bang Bang)                  | Emma                   |       |
| 2000 | On the Beach                           | Mary Davidson Holmes   |       |
| 2000 | Eisenstein                             | Pera                   |       |
| 2001 | When Billie Beat Bobby                 | Margaret Court         |       |
| 2002 | Divine Secrets of the Ya-Ya Sisterhood | Younger Teensy Whitman |       |
| 2003 | Preservation                           | Daphne                 |       |
| 2004 | Human Touch                            | Anna                   |       |
| 2004 | Peaches                                | Jude                   |       |
| 2005 | Opal Dream                             | Annie Williamson       |       |
| 2014 | The Water Diviner                      | Eliza Connor           |       |
| 2017 | Three Summers                          | -                      | -     |
| 2021 | Malignant                              | Dra. Florence Weaver   |       |

### Televisión
| Año    | Título                                                  | Papel                       | Notas                                                      |
| ------ | ------------------------------------------------------- | --------------------------- | ---------------------------------------------------------- |
| 1992   | A Country Practice                                      | Meredith Hendrix            | Artista invitada, en el episodio doble "Riding for a Fall" |
| 2002   | Sin Rastro (Without a Trace)                            | Patricia Mills              | Artista invitada, en el episodio "Deep Water"              |
| 2004   | Los 4400                                                | Diana Skouris               | Papel principal                                            |
| 2006   | Two Twisted                                             | Sarah Carmody               | Artista invitada, en el episodio "Saviour"                 |
| 2006   | Nightmares and Dreamscapes (episodio Umney's Last Case) | Linda Landry/Gloria Demmick |                                                            |
| 2009   | Mental (serie de TV)                                    | Verónica Hayden-Jones       | Papel principal                                            |
| 2012   | Rake                                                    | Alannah Alford              | episodio 2.6                                               |
| 2015   | Hiding                                                  | Ferdine Lamay               | 8 episodios                                                |
| 2015   | Love Child                                              | Mrs. Maguire                | 2 episodios                                                |
| 2018   | Safe Harbour                                            | Helen Korczak               | miniserie                                                  |
| 2018   | Romper Stomper                                          | Gabe                        | 6 episodios                                                |
| 2018 - | Pine Gap                                                | Kath Sinclair               | 6 episodios - miniserie                                    |

### Teatro
| Año  | Obra        | Personaje | Director (a) | Teatro         | Notas                                                                                              |
| ---- | ----------- | --------- | ------------ | -------------- | -------------------------------------------------------------------------------------------------- |
| 2016 | The Present | Sophia    | John Crowley | Sydney Theatre | junto a Cate Blanchett, Anna Bamford, Marshall Napier, Susan Prior Richard Roxburgh y Toby Schmitz |

## Premios y nominaciones
| Año  | Categoría                           | Premio      | Serie          | Resultado |
| ---- | ----------------------------------- | ----------- | -------------- | --------- |
| 2018 | Most Outstanding Supporting Actress | Logie Award | Romper Stomper | Ganó      |